# Игрушечный замок
Игрушечный замок (англ. Toy Castle) — канадский телесериал в жанре фэнтези. Премьера сериала состоялась в Канаде 3 января 2000 года на канале Treehouse.

## Сюжет
Only at night, when stars shines so bright, does the Toy Castle start its day. Only at night, when your eyes are shut tight, to the wondrous toys start to play.— Рик Джонс, Вступительная заставка

Quand vient la nuit, tu fermes les yeux et les étoiles brillent dans les cieux alors le château magique se réveille et le jouet magnifique sortent de leur sommeil.— Марк Шарбонно, Вступительная заставка

Только ночью, когда звезды светят так ярко, в игрушечном замке начинается день. Только ночью, когда глаза закрыты, удивительные игрушки начинают игру.— Русский перевод
Сериал основан на сказке «Стойкий оловянный солдатик» Ханса Кристиана Андерсена.. Когда дети спят, их игрушки магически оживают и разыгрывают историю на фоне волшебного замка. Когда дети просыпаются, игрушки принимают свой обычный вид.

## Роли озвучивали
- Джорден Моррис — Солдат
- Элизабет Олдс — Балерина
- Дженнифер Уэлсман — Пастух
- Кэйр Найт — Клоун
- Ёсукэ Мино — Гоблины
- Саяка Карасуги — Рэгдолл
- Ворон С. Уайлдер — Матрос
- Дэвид Лукас — Стронгмен
- Андреа Мислан — Фрида
- София Константин — Фредрик
- Андреа Мислан — Мать-мышь
- Майкл Флинн — Отец-Мышь
- Коринн Висей — Маленькая-Мышь

## Награды
- 2003 — Телесериал «The Toy Castle» был награждён Gemini Awards 2003 — Best Pre-School Program or Series.[4]